# Jan Bollinger

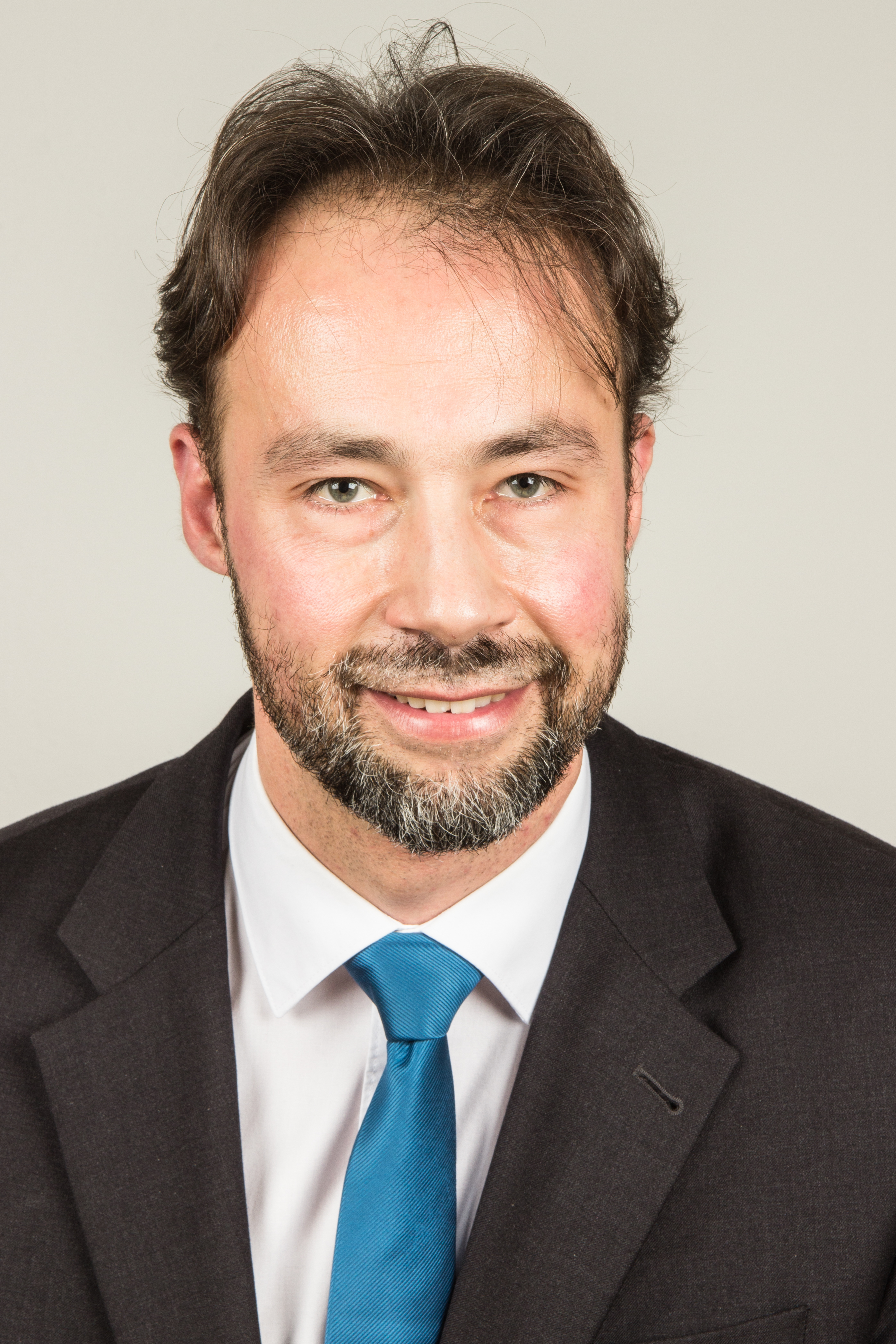
Jan Bollinger, 2016

Jan Bollinger (* 21. März 1977 in Koblenz) ist ein deutscher Politiker (AfD). Er ist seit Mai 2022 Landesvorsitzender der AfD Rheinland-Pfalz und seit November 2023 Faktionsvorsitzender der AfD im Landtag Rheinland-Pfalz. Er ist Spitzenkandidat seiner Partei für die Landtagswahl 2026.

## Herkunft, Bildung und berufliche Karriere
Bollinger ist als eines von zwei Kindern in Neuwied aufgewachsen. Er besuchte das Rhein-Wied-Gymnasium und machte dort 1996 das Abitur. Nach dem Wehrersatzdienst studierte er von 1998 bis 2005 in Greifswald, Bonn und Koblenz Volks- und Betriebswirtschaftslehre. Das Studium schloss er als Diplom-Betriebswirt (FH) ab. Anschließend arbeitete er ein Jahr lang als Unternehmensberater, bevor er sich als externer Doktorand der Sozial- und Wirtschaftswissenschaften an der Universität Kassel einschrieb. 2011 wurde Bollinger mit der Dissertation „Transformationale Führung als Erfolgsfaktor des Interim Management – Wie Führungskräfte ihre Mitarbeiter motivieren und entwickeln, Unternehmenskrisen bewältigen und organisationale Veränderungen umsetzen können“ promoviert. Gleichzeitig arbeitete er bis 2010 als wissenschaftlicher Mitarbeiter an der Europäischen Akademie in Bad Neuenahr-Ahrweiler. Nach seiner Promotion war er von 2012 bis 2016 als Verwaltungsleiter in der Jugendhilfe tätig.

## Politische Karriere
Bollinger trat 2013 in die AfD ein und wurde im Oktober des gleichen Jahres zum Kreisvorsitzenden der AfD in Neuwied gewählt. Bei den Kommunalwahlen in Rheinland-Pfalz 2014 zog er in den Kreistag Neuwied ein, dem er bis 2019 angehörte. Zudem wurde er in den Neuwieder Stadtrat gewählt, aus dem er 2016 wieder austrat.
Auf dem Landesparteitag in Bingen zur Aufstellung der Landesliste für den Antritt zur Landtagswahl in Rheinland-Pfalz 2016 wurde er auf Listenplatz 3 gewählt. Am 18. März 2016 gelang ihm der Einzug als Landtagsabgeordneter in den Landtag Rheinland-Pfalz. Dort war er Parlamentarischer Geschäftsführer und wirtschaftspolitischer Sprecher seiner Fraktion. Ferner war Bollinger stellvertretender Vorsitzender des Ausschusses für Wirtschaft und Verkehr.
In einem Gutachten des Bundesamts für Verfassungsschutz wurde Bollinger 2021 unter der Überschrift „Muslimfeindliche Aussagen und Positionen“ erwähnt. Er habe demnach im Mai 2020 einen Facebook-Post geteilt, in dem behauptet wurde, wer in der Demokratie schlafe, wache „im Kalifat“ wieder auf.
Bei der Landtagswahl 2021 wurde er erneut in den Landtag gewählt.
Am 21. Mai 2022 wurde Jan Bollinger auf dem Landesparteitag der AfD in Pirmasens (Pfalz) zum neuen Landesvorsitzenden der AfD Rheinland-Pfalz gewählt. Er erhielt rund 75 Prozent der Stimmen. Bollinger übernahm das Amt von Michael Frisch, der nicht mehr zur Wahl angetreten war. Bollinger war zuvor stellvertretender Landeschef, und er war Vizefraktionsvorsitzender der AfD-Landtagsfraktion. Am 15. Juni 2024 wurde Bollinger auf dem AfD-Landesparteitag in Simmern/Hunsrück mit 79,3 Prozent der Delegiertenstimmen als Landesvorsitzender wiedergewählt.
Seit November 2023 ist er Fraktionsvorsitzender der AfD-Fraktion im Landtag von Rheinland-Pfalz.
Im Juni 2025 wurde Bollinger zum Spitzenkandidaten der AfD für die Landtagswahl 2026 gewählt.